# Pelegrina bunites
Pelegrina bunites là một loài nhện trong họ Salticidae.
Loài này thuộc chi Pelegrina. Pelegrina bunites được Maddison miêu tả năm 1996.